# Nowa Wieś (Koło)
Pour les articles homonymes, voir Nowa Wieś.
Nowa Wieś est une localité polonaise de la gmina rurale d'Osiek Mały, située dans le powiat de Koło en voïvodie de Grande-Pologne. Elle se situe à environ 10 kilomètres au nord de la ville de Koło et 115 kilomètres à l'est de Poznań, la capitale régionale. 